# Гвадалахара (Халиско)
Гвадалахара (шп. Guadalajara) је град у Мексику и главни град савезне државе Халиско. Налази се на западу висоравни Мексика, неких 500 km западно од главног града Мексика. Према процени из 2020. у граду је живело 1.385.629 становника. У ширем градском подручју живи 5.499.678 људи.
Град је познат по великом броју цркава, и другом по старости универзитету Мексика, основаном 1792. Данас у граду делују још три државна и два приватна универзитета. Гвадалахара је позната по свом надимку „Бисер запада“ (Perla del Occidente). Становници града себе називају „тапатиос“ (tapatíos). Из Гвадалахаре потичу многе мексичке традиције, као што су музика маријача и плес харабе тапатио.

## Географија
Клима је сушна и блага, а кишни период влада од јуна до септембра.

### Клима
| Клима Гвадалахаре, Мексико (1951–2010)                          | Клима Гвадалахаре, Мексико (1951–2010) | Клима Гвадалахаре, Мексико (1951–2010) | Клима Гвадалахаре, Мексико (1951–2010) | Клима Гвадалахаре, Мексико (1951–2010) | Клима Гвадалахаре, Мексико (1951–2010) | Клима Гвадалахаре, Мексико (1951–2010) | Клима Гвадалахаре, Мексико (1951–2010) | Клима Гвадалахаре, Мексико (1951–2010) | Клима Гвадалахаре, Мексико (1951–2010) | Клима Гвадалахаре, Мексико (1951–2010) | Клима Гвадалахаре, Мексико (1951–2010) | Клима Гвадалахаре, Мексико (1951–2010) | Клима Гвадалахаре, Мексико (1951–2010) |
| Показатељ \ Месец                                               | .Јан.                                  | .Феб.                                  | .Мар.                                  | .Апр.                                  | .Мај.                                  | .Јун.                                  | .Јул.                                  | .Авг.                                  | .Сеп.                                  | .Окт.                                  | .Нов.                                  | .Дец.                                  | .Год.                                  |
| --------------------------------------------------------------- | -------------------------------------- | -------------------------------------- | -------------------------------------- | -------------------------------------- | -------------------------------------- | -------------------------------------- | -------------------------------------- | -------------------------------------- | -------------------------------------- | -------------------------------------- | -------------------------------------- | -------------------------------------- | -------------------------------------- |
| Апсолутни максимум, °C (°F)                                     | 35,0 (95)                              | 38,0 (100,4)                           | 39,0 (102,2)                           | 41,0 (105,8)                           | 39,0 (102,2)                           | 38,5 (101,3)                           | 37,0 (98,6)                            | 36,5 (97,7)                            | 36,0 (96,8)                            | 35,0 (95)                              | 32,0 (89,6)                            | 33,0 (91,4)                            | 41,0 (105,8)                           |
| Максимум, °C (°F)                                               | 24,7 (76,5)                            | 26,5 (79,7)                            | 29,0 (84,2)                            | 31,2 (88,2)                            | 32,5 (90,5)                            | 30,5 (86,9)                            | 27,5 (81,5)                            | 27,3 (81,1)                            | 27,1 (80,8)                            | 27,1 (80,8)                            | 26,4 (79,5)                            | 24,7 (76,5)                            | 27,9 (82,2)                            |
| Просек, °C (°F)                                                 | 17,1 (62,8)                            | 18,4 (65,1)                            | 20,7 (69,3)                            | 22,8 (73)                              | 24,5 (76,1)                            | 23,9 (75)                              | 22,0 (71,6)                            | 21,9 (71,4)                            | 21,8 (71,2)                            | 21,0 (69,8)                            | 19,2 (66,6)                            | 17,5 (63,5)                            | 20,9 (69,6)                            |
| Минимум, °C (°F)                                                | 9,5 (49,1)                             | 10,3 (50,5)                            | 12,3 (54,1)                            | 14,3 (57,7)                            | 16,4 (61,5)                            | 17,3 (63,1)                            | 16,5 (61,7)                            | 16,4 (61,5)                            | 16,5 (61,7)                            | 14,9 (58,8)                            | 12,1 (53,8)                            | 10,3 (50,5)                            | 13,9 (57)                              |
| Апсолутни минимум, °C (°F)                                      | −1,5 (29,3)                            | 0,0 (32)                               | 1,0 (33,8)                             | 0,0 (32)                               | 1,0 (33,8)                             | 10,0 (50)                              | 9,0 (48,2)                             | 11,0 (51,8)                            | 10,0 (50)                              | 8,0 (46,4)                             | 3,0 (37,4)                             | −1,0 (30,2)                            | −1,5 (29,3)                            |
| Количина кише, mm (in)                                          | 15,6 (0,614)                           | 6,6 (0,26)                             | 4,7 (0,185)                            | 6,2 (0,244)                            | 24,9 (0,98)                            | 191,2 (7,528)                          | 272,5 (10,728)                         | 226,1 (8,902)                          | 169,5 (6,673)                          | 61,4 (2,417)                           | 13,7 (0,539)                           | 10,0 (0,394)                           | 1.002,4 (39,465)                       |
| Дани са кишом (≥ 0.1 mm)                                        | 2,1                                    | 1,2                                    | 0,7                                    | 1,1                                    | 3,5                                    | 15,2                                   | 21,6                                   | 20,0                                   | 15,5                                   | 6,4                                    | 1,8                                    | 1,8                                    | 90,9                                   |
| Релативна влажност, %                                           | 60                                     | 57                                     | 50                                     | 46                                     | 48                                     | 63                                     | 71                                     | 72                                     | 71                                     | 68                                     | 63                                     | 64                                     | 61                                     |
| Сунчани сати — месечни просек                                   | 204,6                                  | 226,0                                  | 263,5                                  | 261,0                                  | 279,0                                  | 213,0                                  | 195,3                                  | 210,8                                  | 186,0                                  | 220,1                                  | 225,0                                  | 189,1                                  | 2.673,4                                |
| Сунчани сати — дневни просек                                    | 6,6                                    | 8,0                                    | 8,5                                    | 8,7                                    | 9,0                                    | 7,1                                    | 6,3                                    | 6,8                                    | 6,2                                    | 7,1                                    | 7,5                                    | 6,1                                    | 7,3                                    |
| Извор #1: Servicio Meteorológico Nacional (humidity, 1981–2000) |                                        |                                        |                                        |                                        |                                        |                                        |                                        |                                        |                                        |                                        |                                        |                                        |                                        |
| Извор #2: Deutscher Wetterdienst (sun, 1941–1990)               |                                        |                                        |                                        |                                        |                                        |                                        |                                        |                                        |                                        |                                        |                                        |                                        |                                        |

## Историја
Гвадалахара је основана 1532. под именом Espíritu Santo. Основали су је шпански колонисти под вођством Нуњо де Гузмана. Велики земљотреси су уништили град 1818. и 1875, али се он оба пута опоравио.
Градска катедрала је грађена од 1561, и комплетирана после 60 година изградње. Олтар је катедрали поклонио шпански краљ Фернандо VII, као поклон за отпор који је град пружио Наполеону.
У близини Гвадалахаре налази се град Текила, по којем је име добило познато алкохолно пиће текила. Текила се прави од локалне биљке агаве.

## Становништво
Према подацима са пописа становништва из 2010. године, град је имао 1.495.189 становника.
| 1990.     | 1995.     | 2000.     | 2005.     | 2010.     |
| --------- | --------- | --------- | --------- | --------- |
| 1.650.042 | 1.633.053 | 1.646.183 | 1.600.894 | 1.495.189 |

## Привреда
Град Гвадалахара је значајан индустријски центар. У граду се производи конфекција, ципеле, стакло, папир, хемијски производи, прехрамбени производи, накит од сребра, итд.
Град зову и „Силицијумска долина Мексика“. Електронска индустрија у граду запошљава око 60.000 радника. Неке од компанија ове индустрије у Гвадалахари су: Хјулет-Пакард, IBM, Flextronics и Сименс.

## Партнерски градови
- Севиља
- Ваљадолид
- Guadalajara Province
- Дауни
- Ларедо
- Лансинг
- Cigales
- Milán
- Албукерки
- Тусон
- Портланд
- Сан Антонио
- Милано
- Даблин
- Oñati